# Hálózatra kapcsolt adattár

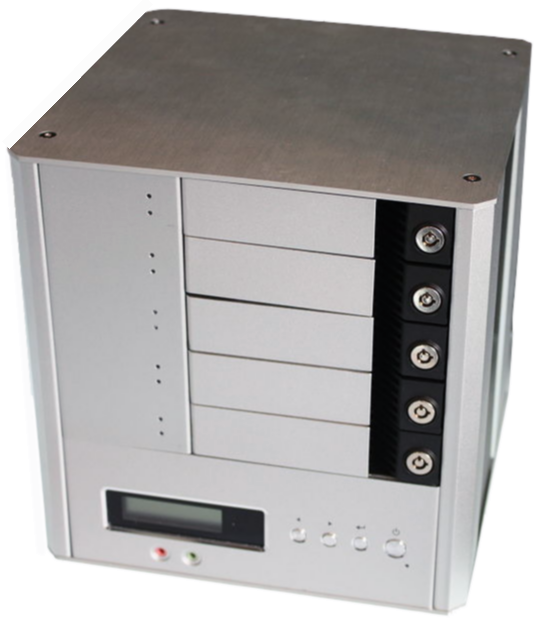
5 rekeszes NAS-szerver

A hálózatra kapcsolt adattár (angolul: network-attached storage, NAS) fájlszintű (szemben a blokkszintű adattárral) adattároló szerver, mely egy számítógép-hálózathoz csatlakozik, heterogén klienscsoportoknak adva hozzáférési lehetőséget. A NAS jelentheti a használatos technológiát és rendszereket, vagy egy ilyen funkcióra készített eszközt (szemben az érintőlegesen kapcsolódó technológiákkal, például a helyi hálózatokkal, egy NAS gyakran egy egység).

## Áttekintés
A NAS-t gyakran fájlok kiszolgálására optimalizálják hardveresen, szoftveresen vagy beállításokkal. Gyakran meghatározott célra készül. A NAS rendszerek hálózatra kapcsolt eszközök, egy vagy több tároló meghajtóval, melyeket gyakran logikai, redundáns tárhelyekbe (RAID) rendezik. A hálózatra kapcsolt adattárak általában hálózati fájlmegosztó protokollokkal teszik a fájlhozzáférést lehetővé, mint amilyenek például a NFS, az SMB vagy az AFP. Az 1990-es évek közepétől a NAS-ek népszerűsége megnőtt, mivel könnyű fájlmegosztási módszer több számítógép közt, és a hálózaton lévő többi szerverrel való fájlmegosztásra sincs szükség, így egy NAS gyorsabb adathozzáférést, könnyebb adminisztrációt és egyszerűbb beállítást tesz lehetővé az általános szerverhez képest.
Egy NAS kifejezetten erre a célra készült meghajtókkal rendelkezik, melyek funkciói hasonlítanak a nem NAS-meghajtókhoz, de eltérő firmware-rel, toleranciával vagy áramleadással, mely egyszerűsíti a RAID-tömbben való használatukat, melyek a NAS-ben gyakoriak. Például bizonyos meghajtók NAS-változataiban van egy, a bővített hibajavítást tiltó parancskiegészítés. Egy nem RAID-alkalmazásban fontos lehet egy problémás tárhelyrész sikeres elolvasásához többször is kiolvasni, még ha ez több másodpercig is tart. Egy megfelelően konfigurált RAID-tömbben egyetlen hibás rész egyetlen meghajtón nagyrészt tökéletesen visszaadható a kódolt redundancia révén. Ha egy meghajtó több másodpercet tölt folyamatos újrapróbálkozásokkal, a RAID-irányítás egyszerűen kikapcsoltnak minősítheti a meghajtót, míg ha az csak azt válaszolja, hogy az adatban ellenőrzőösszeg-hiba van, az irányítás az adatot a többi meghajtón is felhasználja a hiba javításához és a problémamentes folytatáshoz. Egy ilyen NAS SATA-meghajtó belső számítógépes meghajtóként is használható hiba és módosítás nélkül, mivel csak további opciókat támogat, és jobb minőségű is lehet (különösen ha emellett magasabb az MTBF értéke és az ára) egy fogyasztók részére szánt meghajtónál.

## Leírás
A NAS egy, a hálózaton lévő többi eszköznek csak fájlalapú adattár-szolgáltatást adó hálózathoz csatlakozó számítógép. Bár tulajdonképp lehetséges más szoftver futtatása NAS egységen, általában nem általános szerverként van tervezve. Például a NAS egységeknek nincs billentyűzetük vagy képernyőjük, és a hálózaton irányítják és állítják be, gyakran böngészőn keresztül.
Nem szükséges NAS egységen teljes operációs rendszer, ezért gyakran egyszerűsített operációs rendszer használatos.
A NAS-ek egy vagy több, logikai meghajtót (RAID) alkotó meghajtót tartalmaznak.
A NAS-ek fájlalapú protokollokat használnak, amilyenek az NFS (UNIX-rendszeren gyakoriak), SMB (Windowson használatos), AFP (macOS-t használó számítógépeken) vagy NCP-t (OES-en és NetWare-en használatos). A NAS-egységek ritkán korlátozzák egy protokollra klienseiket.

### Összehasonlítása a DAS-szel
A direkt kapcsolt adattár (DAS) és a NAS különbsége, hogy a DAS csupán egy – nem feltétlenül hálózathoz kapcsolt – létező szerver kiterjesztése. Nevének megfelelően a DAS általában USB-n vagy Thunderbolton keresztül csatlakozik. A NAS könnyű megoldásként van tervezve a hálózaton történő fájlmegosztásra.
A DAS és a NAS is növelheti az adat elérhetőségét RAID-del vagy csoportosítással.
Ha mindkettő hálózaton keresztül van kiszolgálva, a NAS jobb teljesítményű lehet a DAS-nél, mivel a NAS pontosan beállítható, ami kevésbé valószínű más folyamatokat ellátó szerver esetén. A NAS és a DAS is rendelkezhet gyorsítótárral, ami a teljesítményt jelentősen befolyásolhatja. A NAS teljesítménye a hálózat teljesítményéről és a kérések mennyiségétől függ. Az új WiFi-szabványok létrejöttével a hálózati sebességek növekedése jobb teljesítményt eredményez NAS esetén.
A NAS általában nem olyan személyre szabható hardver (processzor, memória, tárhely) vagy alacsony szintű szoftver (kiterjesztések, beépülők, protokollok) terén, de a legtöbb NAS számos szoftver telepítését lehetővé teszi a rendszer jobb beállíthatóságához vagy a tárhelyen kívüli lehetőségek hozzáadásához (például videós megfigyelés, virtualizáció, média). A DAS csak adattárolásra fókuszál, de a lehetőségek ott is bővíthetők kérésre.

### Összehasonlítás a SAN-nel

A NAS és a SAN közti különbség a hálózati architektúrában

A NAS tárhelyet és fájlrendszert is biztosít. Ezt gyakran szokták a SAN-nel (storage area network, tárhelyhálózat) összehasonlítani, mely blokkalapú tárhelyet ad, és a fájlrendszer eseményeit kliensoldalon tartja. SAN-protokollok többek közt a Fibre Channel, iSCSI, ATA over Ethernet (AoE) és a HyperSCSI.
A NAS és a SAN közti különbség megfogalmazásának egyszerű megfogalmazása az, hogy a NAS a kliensnek fájlszerverként jelenik meg (a kliens hozzárendelhet hálózati meghajtókat a szerver részeihez), míg egy SAN-en elérhető meghajtó meghajtóként jelenik meg, meghajtókezelőkben látható a kliens helyi meghajtóival együtt, formázható fájlrendszerrel és elérhetővé tehető.
Különbségeik ellenére a SAN és a NAS nem zárják ki egymást, és SAN–NAS hibridként használhatók fájl- (NAS) és blokkszintű (SAN) protokollokkal együtt, egy rendszertől. Egy megosztott fájlrendszer is futtatható egy SAN-en fájlrendszeri szolgáltatásokhoz.

## Története
Az 1980-as évek elején Brian Randell és munkatársai Newcastle Connectionje a Newcastle-i Egyetemen UNIX-gépek során mutatta be és fejlesztette ki a távoli fájlhozzáférést. A Novell NetWare szerver-operációsrendszere és az NCP protokoll 1983-ban jelent meg. A Newcastle Connection után a Sun Microsystems 1984-ben kiadta a Network File Systemet, lehetővé téve a hálózati szerverek tárhelymegosztását hálózati kliensekkel. A 3Com és a Microsoft kifejlesztették a LAN Manager szoftvert és protokollt az új piacba lépéskor. A 3Com 3Server és 3+Share szoftverei voltak az első szerverként készült rendszere (az ehhez szükséges hardverrel, szoftverrel és több lemezzel együtt) nyílt rendszerszerverekhez.
A Novell, az IBM és a Sun fájlszervereinek sikere alapján számos gyártó létrehozott dedikált fájlszervereket. Míg a 3Com az egyik első volt dedikált NAS-ek létrehozásában asztali operációs rendszerekhez, az Auspex Systems volt az első, mely Unix-alapúakra épített NFS-szervert. Egy Auspex-mérnök-csoport kivált az 1990-es évek elején, létrehozva az integrált NetApp FAS-t, mely támogatta a Windows SMB és a Unix NFS protokolljait, és skálázható és könnyen használható volt. Ezzel elkezdődött a kereskedelmi NAS-ek piaca, melyet ma (2023) a NetApp és az EMC Celerra vezet.
A 2000-es évek elején cégek sora jött létre alternatív megoldásokat kínálva az egyfájlos megoldásokhoz csoportos NAS-ekkel – többek közt a Spinnaker Networks (a NetApp 2004 februárjában felvásárolta), az Exanet (a Dell 2010 februárjában felvásárolta), a Gluster (a RedHat 2011-ben megvásárolta), az ONStor (az LSI 2009-ben megvásárolta), az IBRIX (a HP felvásárolta), az Isilon (az EMC 2010 novemberében felvásárolta), a PolyServe (a HP 2007-ben felvásárolta) és a Panasas.
2009-ben a NAS-eladók (például a CTERA networks és a Netgear) távoli biztonságimásolat-megoldásokat hoztak létre NAS-eszközeikben online adat-helyreállításhoz.
2021-ben három fő NAS-megoldás-típus használatos (mind hibrid felhőmodellekkel, ahol az adatok a megadott NAS-en, illetve különálló NAS-en vagy nyilvános felhőszolgáltatón keresztül is tárolhatók). Az első típus a fogyasztói igényekre fókuszál alacsonyabb árú, 1-5 meghajtót támogató opciókkal, a második kis- és középvállalkozásokra fókuszál – ezek 2-24+ meghajtót támogatnak, és gyakran függőleges formában vannak jelen. Az árak többek közt a processzortól, a komponensektől és a támogatott funkcióktól függhetnek. Az utolsó nagyvállalati, és nagyobb szoftveres képességekkel rendelkeznek. A NAS-eket sokszor meghajtó nélkül adják, hogy a vásárló (vagy az IT-cégek) kiválaszthassák a meghajtók költségét, méretét és minőségét.

## Módszerek
A NAS-készítés módszerei három típusba sorolhatók:
1. Számítógép-alapú NAS – (szerverszintű vagy személyi) számítógépet használ Intel vagy AMD processzorral, szerverszoftver telepítésével. Ezek fogyasztása a legnagyobb, de funkcióik is erősek. Nagy NAS-gyártók, például a Synology, a QNAP systems és az Asus készítenek ilyen eszközöket. A maximális FTP-átviteli sebesség a processzortól és a RAM-tól függ.
2. Beágyazottrendszer-alapú NAS – ARM- vagy MIPS-alapú processzort és valós idejű (RTOS) vagy beágyazott operációs rendszert használ a NAS futtatásához. Fogyasztása csekélyebb, és a NAS funkciói a legtöbb felhasználói igényt kielégíthetik. A Marvell, az Oxford Instruments és a Storlink készítenek ilyen NAS-hardvert. A maximális FTP-átviteli sebesség 20-120 MB/s között van.
3. ASIC-alapú NAS – egyetlen ASIC felhasználásával készülő NAS, ahol a TCP/IP-t és a fájlrendszert a hardver adja. A csipben nincs operációs rendszer, mivel minden teljesítményalapú műveletet hardveres gyorsító áramkörök adnak. Fogyasztása csekély, mivel csak SMB-t és FTP-t támogat. A LayerWalker az ilyen NAS-ek egyetlen gyártója. Maximális FTP-átviteli sebessége mintegy 40 MB/s.

## Használata
A NAS nemcsak nagy mennyiségű adatot tartalmazó környezetben klienseknek szánt általános központosított tárhelyre használható. A NAS egyszerűbb, alacsonyabb költségű rendszereket, például kiegyensúlyozott és hibatoleráns e-mail- és webszerverrendszereket tesz lehetővé tárhelyszolgáltatással. Egy új NAS-piac a fogyasztói piac, ahol sok multimédiás adat van. Számos ilyen eszköz gyakorivá vált. A rackekbe szerelt számítógépeknél gyakran kisebbek. A NAS-ek ára a 2010-es években jelentősen csökkent, nagy tárhelyet lehetővé téve otthoni felhasználásra egy külső USB- vagy FireWire-meghajtó áránál nem sokkal drágábban. Számos ilyen ARM-, x86- vagy MIPS-processzorokat használ, és beágyazott Linux operációs rendszereket használ.

## Példák

### Nyílt forrású szerverek
Léteznek NAS-orientált Linux- és FreeBSD-disztribúciók.
Futtathatók virtuális számítógépen, Live CD-n, indítható USB-meghajtón (Live USB) vagy egy használatos meghajtón. Sambát használnak (SMB-daemon), NFS- és FTP-daemonok is elérhetők e rendszerekre.

### Hálózathoz kapcsolt biztonságos meghajtók
A hálózathoz kapcsolt biztonságos meghajtók (angolul: network-attached secure disk, NASD) a Carnegie Mellon Egyetem 1997–2001 közti projektje, amelynek célja költséghatékony, méretezhető tárhelysávszélesség biztosítása. A NASD csökkenti a fájlszerver (fájlkezelő) költségeit a tárolóeszközök kliensekhez való közvetlen adatátvitelével. A fájlkezelő által végzett feladatok nagy részét a tároló meghajtó végzi a fájlrendszerirányelvek meghajtóba való integrálása nélkül. A legtöbb kliensművelet, például az írás/olvasás közvetlenül a meghajtókhoz kerül, a ritkábbak, például a hitelesítés a fájlkezelőhöz. A meghajtók változó hosszú objektumokat továbbítanak a klienseknek. A fájlkezelő korlátozott idejű gyorsítótárazható lehetőségeket ad a klienseknek a tárhelyobjektumokhoz féréshez. A fájlhozzáférés lépései:
1. A klienst a fájlkezelő hitelesíti, és fájlhozzáférést kér.
2. Ha a kliensnek megadható a kért fájl hozzáférése, a kliens megkapja a NASD-meghajtók hálózati helyét és azok képességeit.
3. Ha a kliens először fér a meghajtóhoz, korlátozott idejű kulcsot kap a meghajtóval való biztonságos kommunikációhoz.
4. A fájlkezelő a megfelelő meghajtót értesíti független csatornán.
5. Ezután a kliens közvetlenül fér a NASD-meghajtókhoz a megadott képességekkel, és a további adatátvitel a hálózaton keresztül a fájlkezelő kihagyásával történik.

### NAS-kiszolgálásra használt hálózati protokollok listája
- Andrew File System (AFS)
- Apple Filing Protocol (AFP)
- Server Message Block (SMB)
- File Transfer Protocol (FTP)
- Hypertext Transfer Protocol (HTTP)
- Network File System (NFS)
- rsync
- SSH file transfer protocol (SFTP)
- Universal Plug and Play (UPnP)

## Fordítás
Ez a szócikk részben vagy egészben  a   Network attached storage című angol Wikipédia-szócikk ezen változatának fordításán alapul.  Az eredeti cikk szerkesztőit annak laptörténete sorolja fel. Ez a jelzés csupán a megfogalmazás eredetét és a szerzői jogokat jelzi, nem szolgál a cikkben szereplő információk forrásmegjelöléseként.